# Kamerun (berg)
Kamerun eller Mongo ma Mdemi är en aktiv stratovulkan i Kamerun i Västafrika. Det är landets högsta berg och en av Afrikas högsta vulkaner. Den högsta toppen, Fako eller Mongo ma Loba, ligger 4 040 meter över havet. Vulkanen fick sitt senaste utbrott år 2000.
Den äldsta bevarande beskrivningen av vulkanisk aktivitet kommer från karthagesen Hanno sjöfararen som tycks ha sett ett utbrott på 400-talet f.Kr. År 1922 skedde ett stort utbrott då lava strömmade hela vägen ut i Atlanten.

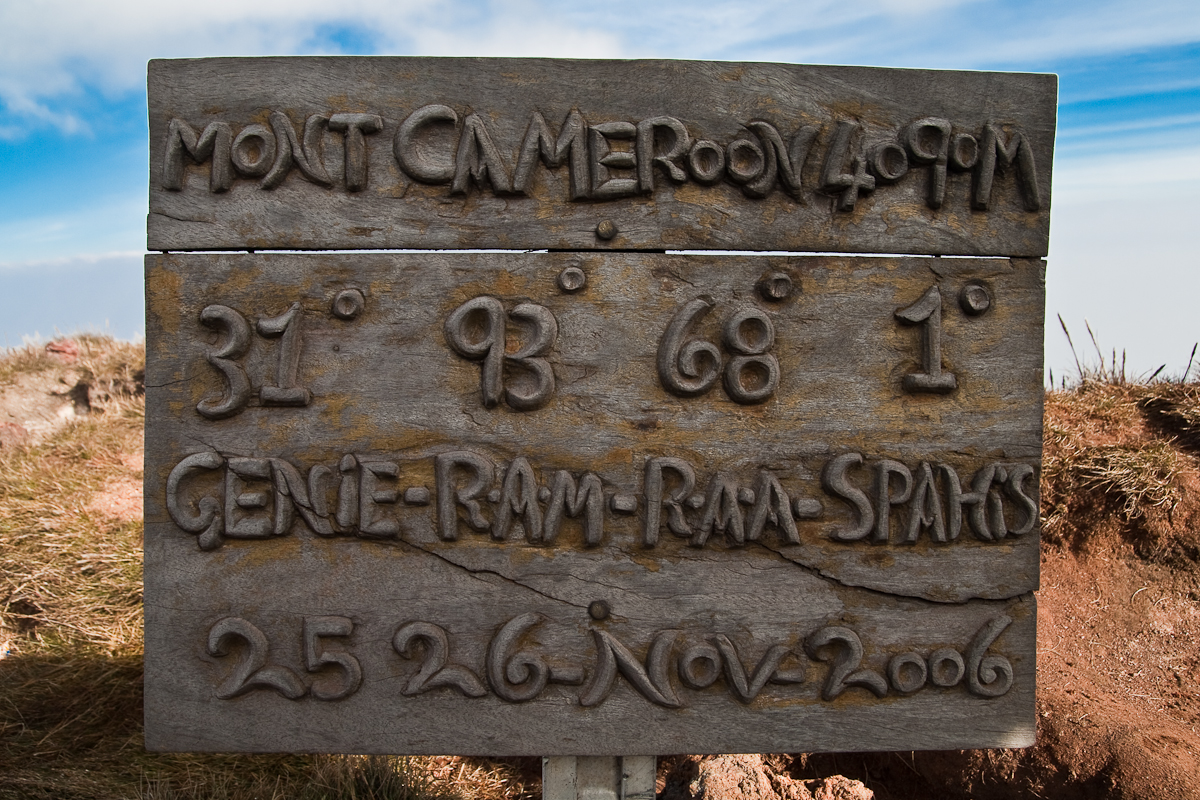
Skylt på toppen

Toppen går att nå till fots.